# Fujiwara no Yasuko
Fujiwara no Yasuko (1095 – 10 janvier 1156) est une impératrice consort du Japon. Spécifiquement, la consort de l'empereur Toba.

## Source de la traduction
- (en) Cet article est partiellement ou en totalité issu de l’article de Wikipédia en anglais intitulé « Fujiwara no Yasuko » (voir la liste des auteurs).